# Церква Святого Франциска (Кочі)
Церква Святого Франциска в Кочі (порт. Igreja São Francisco, англ. Church of Saint Francis) — церква, збудована португальцями в 1503 році в Кочі, Індія. Є найстарішою, або, принаймні, однією з найстаріших європейських церков в Індії і має важливе історичне значення як пам'ятка європейської колоніальної історії на індійському субконтиненті.
Португальський мореплавець і дослідник Васко да Гама помер у Кочі в 1524 році, під час своєї другої подорожі до Індії. Після смерті він був похований в церкві Святого Франциска в Кочі, але через чотирнадцять років його останки були перевезені до Португалії і перепоховані в монастирі Жеронімуш в Лісабоні.

## Історія

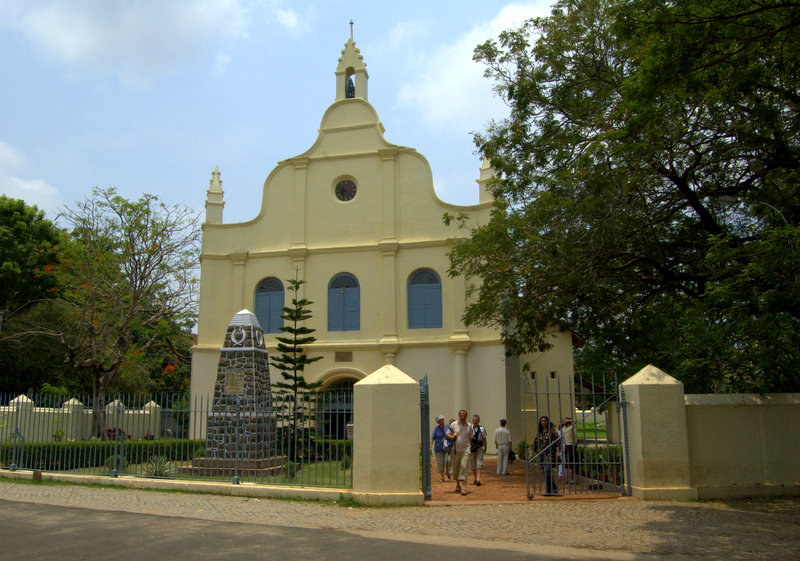

Європейці на чолі з Васко да Гама вперше висадилися на території Індії в Каппаді, поблизу Калікуту, під час експедиції, що відкрила морський шлях до Індії в 1498 р. В 1500 році відбулась друга португальська експедиція в Індію під керівництвом Педру Алваріша Кабрала. Проте заснована Кабралом в Калікуті португальська торгова факторія була знищена внаслідок конфлікту з тубільцями, і в пошуках нового місця для заснування факторії Кабрал прибув до Кочі..

З дозволу Раджі Кочіна португальці збудували в Кочі форт Емануел. Це район відомий зараз як Форт Кочі. Разом з експедицією Кабрала в 1500 році в Індію прибула перша місія францисканців. В 1503 році на території форту було зведено дерев'яну церкву, присвячену святому Варфоломію. В 1506 році португальський віце-король Францишку де Альмейда в 1506 р. отримав дозвіл від раджі Кочі перебудувати церкву з цегли та каменю. Дерев'яна церква була перебудована, імовірно, францисканськими монахами і покрита черепичним дахом. У 1516 році будівництво нової церкви було завершене і вона була присвячена святому Антонію, покровителю Португалії.

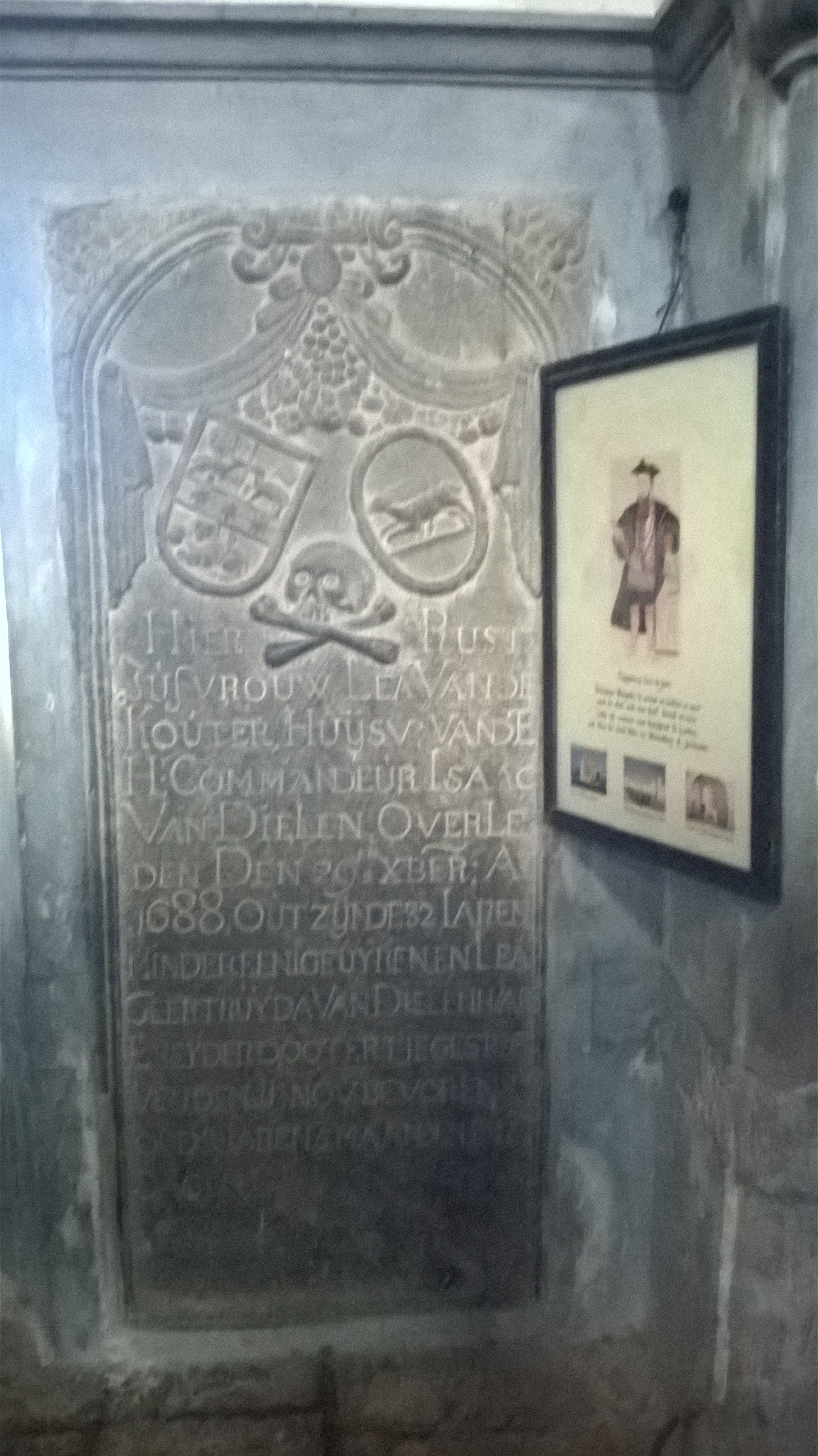
Голландське поховання колоніальних часів

Хоча форми церкви дуже прості і з архітектурної точки зору споруда не має видатної цінності, вона стала зразком для будівництва багатьох наступних португальських церков в Індії.
Францисканці зберігали контроль над церквою до захоплення голландцями Кочі в 1663 році. Оскільки, на відміну від католиків португальців, голландці були протестантами, вони знесли всі церкви в Кочі, крім цієї, яку вони відремонтували та перетворили на протестантську.
У 1795 році британці захопили Кочі у голландців, але дозволили останнім зберегти церкву. У 1804 році голландці добровільно передали церкву англіканському співтовариству. Вона була передана під управління Церковного департаменту уряду Індії. Вважається, що саме англіканці змінили ім'я святого покровителя церкви на Святого Франциска.
У квітні 1923 року церкву було оголошено пам'яткою і взято під захист держави згідно із Законом захист архітектурних пам'яток від 1904 року. Як пам'ятка, що підлягає охороні, вона підпорядковується Археологічному управлінню Індії, але належить єпархії Кочі в Південній Індії. В церкві продовжують відбуватись служби по неділям та святковим дням. У будні дні вона залишається відкритою для відвідувачів.

## Могила Васко да Гама

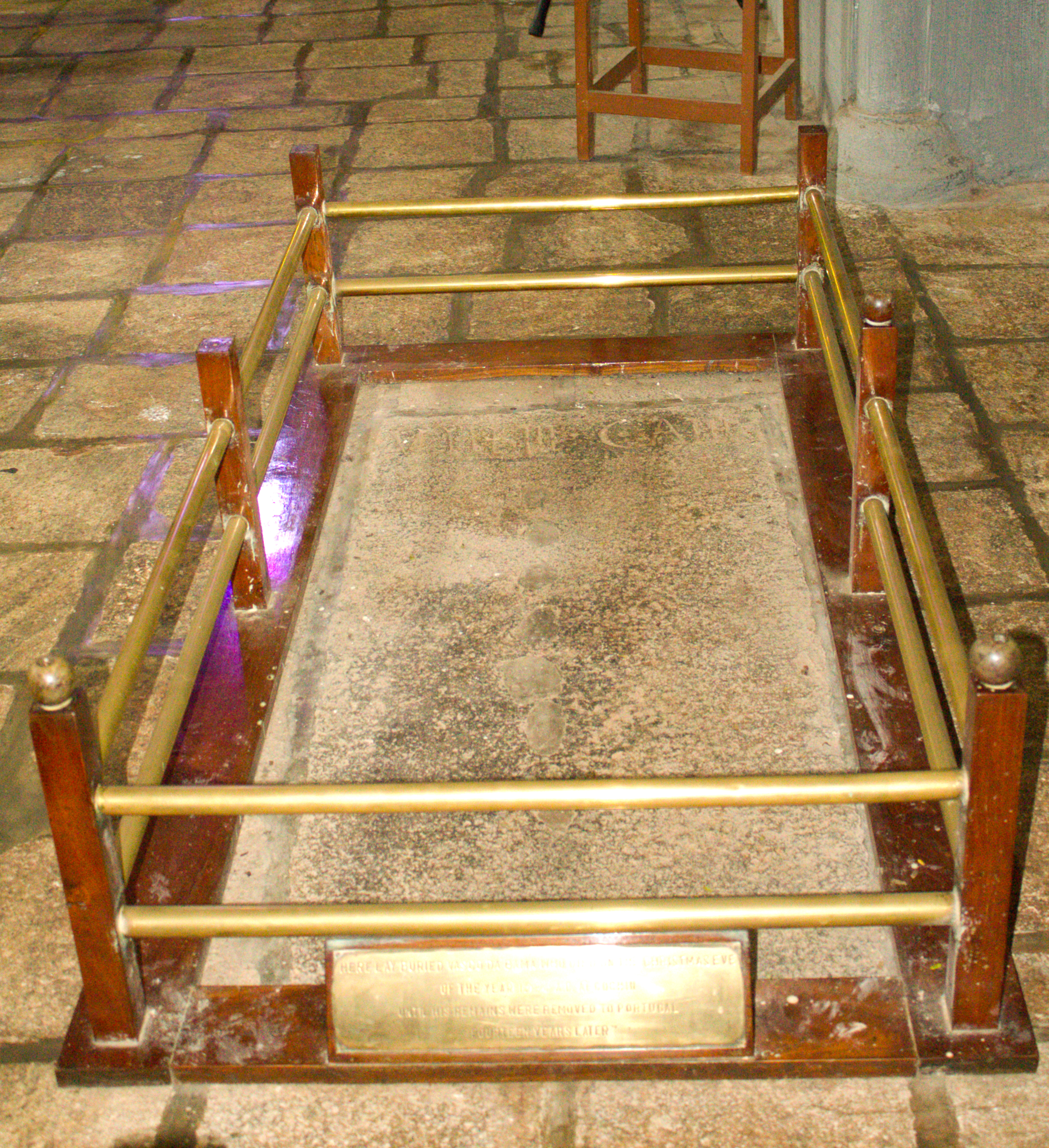
Місце клишнього поховання Васко да Гами

Португальський дослідник Васко да Гама помер у Кочі в 1524 році під час свого третього візиту до Індії. Спочатку його тіло було поховано в цій церкві, але через чотирнадцять років його останки були перевезені до Лісабона.
В церкві Святого Франциска все ще можна побачити надгробний камінь Васко да Гами. Він знаходиться на підлозі з південного боку. Надгробки інших португальців знаходяться на північній стіні, а голландців — на південній.
Кенотаф, присвячений жителів Кочі, які загинули в Першій світовій війні, був встановлений в 1920 р.